# Claudio Venanzetti
Claudio Venanzetti (Roma, 23 settembre 1928 – Roma, 26 agosto 2024) è stato un politico italiano.

## Biografia
Esponente romano del Partito Repubblicano Italiano, dal 1972 al 1987 fu senatore della Repubblica, per un totale di quattro legislature consecutive. Fra la fine degli anni '70 e la prima metà degli anni '80 fu sottosegretario di Stato al Ministero del Tesoro in cinque diversi governi.